# Auguste Audollent
Auguste Audollent   (París, 14 de juliol de 1864 - Clarmont d'Alvèrnia, 7 d'abril de 1943) fou un historiador, arqueòleg i epigrafista francès, especialista de l'antiga Roma, en particular de les inscripcions màgiques (tabellæ defixionum). La seva tesi principal es va dedicar al Cartago romà.
Fou elegit membre de l'Acadèmia de les inscripcions i llengües antigues el 1932.

## Publicacions
- 1890: Mission épigraphique en Algérie de MM. Aug. Audollent et J. Letaille octobre 1889 à février 1890. Informe redactat per M. Audollent, ASIN B001CH4WJU
- 1901: Carthage romaine : 146 avant Jésus-Christ - 698 après Jésus-Christ, Paris, Fontemoing, (Tesis doctorant).
- 1905: Les Tabellae defixionum d'Afrique, Extret del 'Bulletin archéologique'
- 1911: Les tombes à incinération du musée de Clermont-Ferrand, ASIN B0000DUK01
- 1927: L'énigme de Glozel.[1]